# Kassai Ferenc
Kassai Ferenc (Budapest, 1932. szeptember 12. – Budapest, 1974. december 4.) újságíró, költő, szerkesztő.

## Élete
1957-től dolgozott a sajtóban. Kezdetben a Nehézipari Minisztérium sajtóosztályának, majd a Kossuth Kiadónak volt munkatársa. 1960 és 1969 között a Szovjetunió című lapot szerkesztette. 1971–73-ban a Néphadsereg című lap szerkesztőségében dolgozott, majd a Családi Lap munkatársa lett. Utolsó hónapjaiban a Szputnyik magyar nyelvű szerkesztőségének olvasószerkesztője volt. Fordításai is megjelentek, elsősorban szovjet szerzők műveiből.
A budapesti Farkasréti temetőben helyezték végső nyugalomra.

## Főbb művei
- Fantasztikus krónika (Budapest, 1963)
- Telecselovek (Fantasztyicseszkaja Hronika, Moszkva, 1965)
- Bolygó utca (posztumusz versek, Budapest, 1978)